# Weltmacht
Weltmacht (v překladu z němčiny světová velmoc) byla americká blackmetalová kapela z města DeKalb v Illinois, která vznikla v roce 1998 jako vedlejší projekt multiinstrumentalisty Andrewa Harrise z Judas Iscariot používajícího pseudonym Akhenaten (podle egyptského faraona Achnatona). Později se k němu připojil Neill Jameson alias Lord Imperial z kapely Krieg a součástí sestavy byl i bubeník Duane Timlin (s pseudonymem Cryptic Winter).
Poslední nahrávkou Weltmacht je album And to Every Beast Its Prey z roku 2003.

## Diskografie
Dema
- Ancient Hatred (1999)

Studiová alba
- The Call to Battle (2001)
- And to Every Beast Its Prey (2003)

Split nahrávky
- Judas Iscariot / Weltmacht (1999) – split audiokazeta, obsahuje album Heaven in Flames americké kapely Judas Iscariot a demo Ancient Hatred od Weltmacht